# Dolgogúsevski
Dolgogúsevski (del ruso: Долгогу́севский) es un posiólok del raión de Beloréchensk del krai de Krasnodar, en Rusia. Se sitúa en la orilla derecha del río Ganzha 3, tributario del Bélaya, afluente del río Kubán, 6 km al noroeste de Beloréchensk y 66 km al sureste de Krasnodar, la capital del krai. Tenía 971 habitantes en 2008.
Pertenece al municipio Druzhnenskoye.